# Międzynarodowy Stadion Olimpijski w Trypolisie
Międzynarodowy Stadion Olimpijski w Trypolisie (arab. الملعب الأولمبي الدولي) – wielofunkcyjny stadion sportowy w Trypolisie, w Libanie. Obiekt położony jest tuż nad brzegiem Morza Śródziemnego. Jego pojemność wynosi 22 400 widzów. Stadion był jedną z aren piłkarskiego Pucharu Azji 2000. Rozegrano na nim pięć spotkań fazy grupowej oraz jeden ćwierćfinał turnieju.